# Pangkalan (Pangkalan Koto Baru)
Pangkalan is een bestuurslaag in het regentschap Lima Puluh Kota van de provincie West-Sumatra, Indonesië. Pangkalan telt 10.240 inwoners (volkstelling 2010).